# Антістія
Антістія (лат. Antistia; 100 до н. е. — після 82 до н. е.) — римська матрона часів Римської республіки.

## Життєпис
Походила з плебейського роду Антістіїв. Донька Публія Антістія, едила 86 року до н. е., і Кальпурнії. У 85 році до н. е. видана заміж за Гнея Помпея, сина Помпея Страбона.
Після повернення Луція Сулли зі Сходу у 82 році до н. е. (після завершення Першої Мітридатовоїх війни) Помпей став на його бік. За це батько Антістії за підозрою в співчутті Суллі був вбитий Луцієм Юнієм Брутом Дамасіппом, прихильником Гая Марія, а мати Антістії покінчила з собою. Незабаром після цього Помпей розлучився з Антістією, щоб одружитися з Емілією, пасербицею Сулли. Про подальшу долю немає відомостей.